# Bischholtz
 Bischholtz (en alsacià Bíscholz) és un municipi francès, situat a la regió del Gran Est, al departament del Baix Rin. L'any 2004 tenia 266 habitants.
Forma part del cantó d'Ingwiller, del districte de Saverne i de la Comunitat de comunes de Hanau-La Petite Pierre.

## Demografia
| 1962 | 1968 | 1975 | 1982 | 1990 | 1999 |
| ---- | ---- | ---- | ---- | ---- | ---- |
| 236  | 252  | 256  | 240  | 244  | 240  |

## Administració
| Període   | Identitat           | Partit |
| --------- | ------------------- | ------ |
| 2001-2008 | Jacqueline Leonhart |        |